# بیطقون
بیطقون در شاهنامه نام وزیر دانا و خردمند اسکندر است. بر مبنای توصیف شاهنامه، گاهی قیصر او را به تدبیر و چاره گری بر جای خویش می‌نشاند.
فردوسی در بیت زیر، از بیطقون، چنین به نیکی یاد کرده‌است:
| خردمند را بیطقون بود نام |  | یکی رایزن مرد گسترده کام |